# NGC 6939
NGC 6939 est un très vieil amas ouvert situé dans la constellation de Céphée. Il a été découvert par l'astronome germano-britannique William Herschel en 1798.
Selon la classification des amas ouverts de Robert Trumpler, cet amas renferme entre 50 et 100 étoiles (lettre m), dont la concentration est forte (I) et dont les magnitudes se répartissent sur un petit intervalle (le chiffre 1),. Le site Lynga est d'un avis  différent le classant comme II 2 r, donc ayant plus 100 étoiles (lettre r), dont la concentration est moyenne (II) et dont les magnitudes se répartissent sur un intervalle moyen (2). Lynda indique que l'amas compte 80 étoiles, ce qui contredit sa classification.

## Observation
Avec une magnitude visuelle de 7,8, l'amas n'est pas visible à l'œil nu, mais on peut facilement l'observer avec des jumelles dont l'ouverture est de 40 à 50 mm.

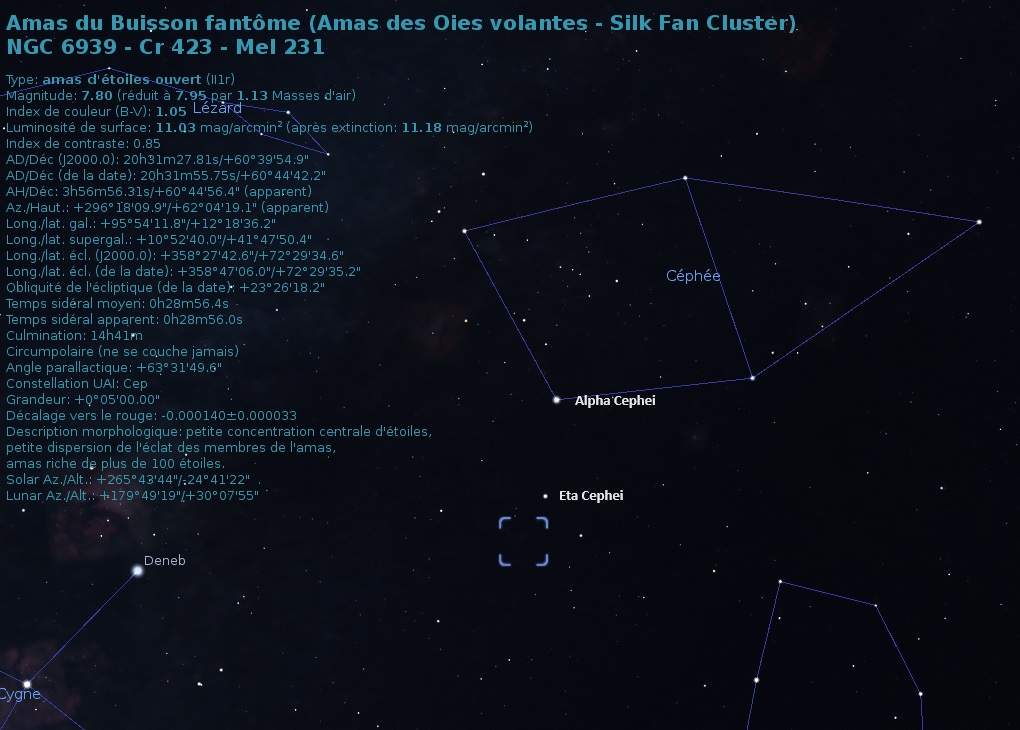
Emplacement de NGC 6939 dans la constellation de Céphée.

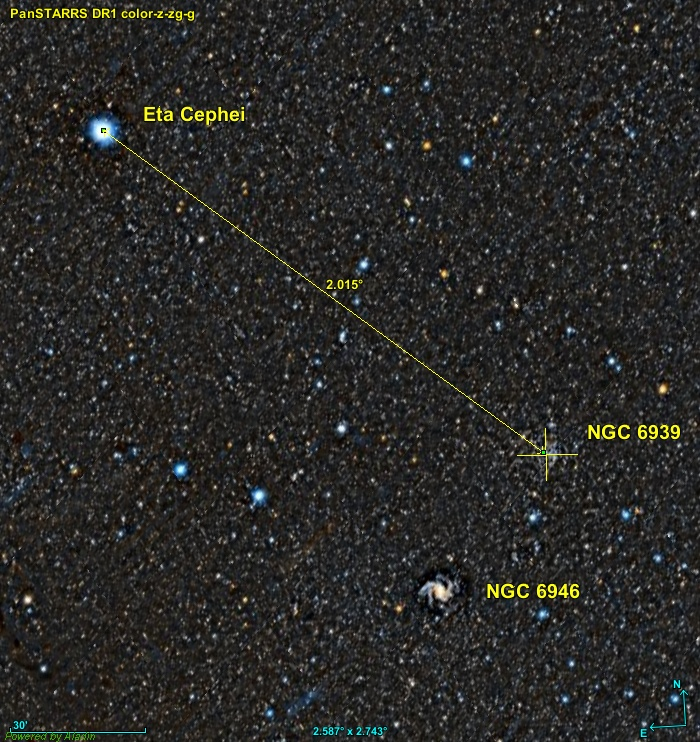
NGC 6939 est à environ 2° au sud-ouest de l'étoile Eta Cephei, dans la même région du ciel que la galaxie NGC 6946.

## Caractéristiques
Plusieurs caractéristiques apparaissent sur la base de données Simbad, mais une publication très récente (2023) basée sur les mesures de la parallaxe par le satellite Gaia a permis une mise à jour importante des données. Les données du « GAIA EARLY DATA RELEASE 3 (GAIA EDR3) » ont également permis aux auteurs (Almeida, Monteiro et Dias) de cette publication d'estimer la masse de 773 amas ouverts, dont celle de NGC 6939 qui est de 2031 ± 406 {\displaystyle M_{\odot }}.

### Distance taille et vitesse
Cet amas est à 1 719 ± 40 pc du système solaire.
Six valeurs de la distance sont indiquées sur la base de données Simbad : 1 815 pc, 1 388 pc, 1 757 ± 51 pc (∼5 730 al), 1 800 pc, 1,8 pc et 1 870,682 pc. Si on fait exception de la deuxième valeur très différente, la moyenne et l'écart-type des cinq autres valeurs sont égaux à 1 808 ± 41 pc (∼5 900 al). À l'exception de la valeur proposée par Loktin, ces distances sont en accord avec la valeur indiquée par Almeida.
La taille apparente de l'amas est de 10 minutes d'arc, ce qui, compte tenu de la distance égale à 1 719 ± 40 pc et grâce à un calcul simple, équivaut à une taille réelle de 16,3 ± 0,4 al.
Cinq vitesses sont indiquées sur la base de données Simbad : −18,45 ± 0,47 km/s, −18,60 ± 0,09 km/s, −42,00 ± 2 km/s, −18,775 ± 0,555 km/s et −18,99 ± 0,13 km/s. La vitesse inconsistante avec les quatre autres provient de la même publication qui attribuait une distance de 1 388 pc à cet amas. La moyenne des quatre autres vitesses et de leur incertitude sont égaux à  −18,70 ± 0,31 km/s.

### Métallicité
Simbad rapporte huit valeurs de la métallicité provenant d'articles publiés entre 2012 et 2021. Les valeurs indiquées vont de -0,032 à 0,462. La valeur indiquée par Almeida est de 0,007 ± 0,036. Selon cette valeur, le pourcentage d'éléments lourds (plus lourd que l'hydrogène et l'hélium) de cet amas serait compris entre 94% et 110% (100,007 ± 0,036) de celui du Soleil.

### Âge
Webda et Lynga indiquent un âge de 2,2 milliards d'années,, mais d'autres sources lui attribue un âge plus jeune. Selon Andreuzzi et ses collègues, l'amas serait âgé entre 1,0 et 1,3 milliard d'années, Seliz Koç et al. un âge de 1,5 ± 0,2 ans et un milliard d'années selon Maciejewski. Finalement, Almeida estime son âge à 1,58 ± 0,06 Ga.

## Étoiles
Dans un article publié en 2004, dix étoiles variables ont été identifiées près de cet amas, dont cinq de type W Ursae Majoris et une de type RR Lyrae. 
En date de l'année 2008, 12 nouvelles étoiles variables ont été détectées dans le champ de cet amas, dont quatre binaire à éclipses (une étoile binaire à contact et trois binaires détachées). L'analyse de l'étoile binaire à contact supporte fortement une évaluation de la distance égale à 1,74 ± 0,2 kpc (∼5 680 al).
NGC 6939 renferme au moins cinq étoiles traînardes bleues.